# Archimedes (kráter)
Archimedes je rozsáhlý impaktní kráter na Měsíci pojmenovaný po řeckém matematikovi, fyzikovi, vynálezci a astronomovi Archimédovi. Leží na východní straně Mare Imbrium (Moře dešťů) a má průměr 81 km. Východně od něj leží kráter Autolycus (průměr 39 km) a severovýchodně kráter Aristillus (průměr 54 km). Jižně leží pohoří Montes Archimedes pojmenované podle kráteru, na jeho severozápadním okraji nedaleko Archimeda leží kráter Bancroft.
Východně od kráteru Archimedes (poblíž kráteru Autolycus) dopadla 13. září 1959 sovětská sonda Luna 2, první člověkem vyrobené těleso na Měsíci.

## Satelitní krátery

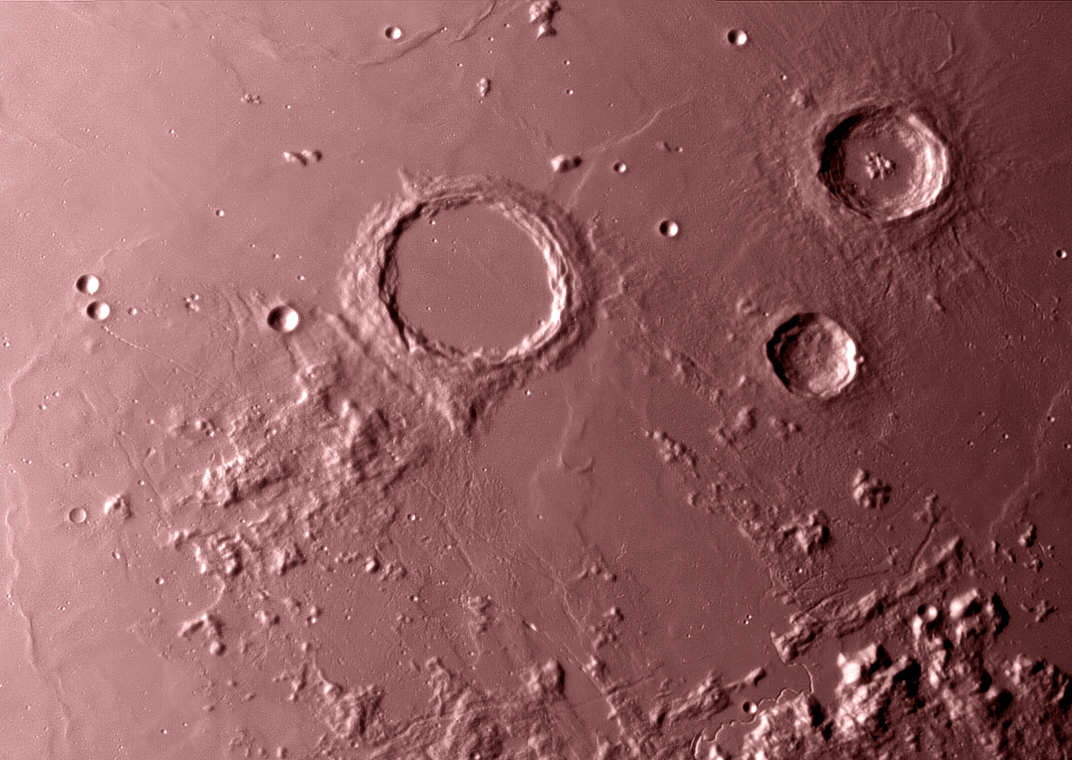
V pravém horním rohu fotografie je kráter Aristillus, jižně leží menší Autolycus a jihozápadně větší kráter Archimedes.

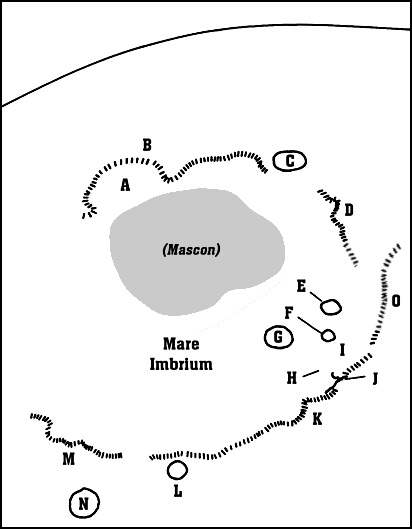
Mapa Mare Imbrium (Moře dešťů). Archimedes je označen písmenem G.

V okolí kráteru se nachází několik menších kráterů. Ty byly označeny podle zavedených zvyklostí jménem hlavního kráteru a velkým písmenem abecedy.
| Archimedes | Sel. šířka | Sel. délka | Průměr |
| ---------- | ---------- | ---------- | ------ |
| C          | 31.6° S    | 1.5° Z     | 8 km   |
| D          | 32.2° S    | 2.6° Z     | 5 km   |
| E          | 25.0° S    | 7.2° Z     | 3 km   |
| G          | 29.1° S    | 8.2° Z     | 3 km   |
| H          | 23.9° S    | 7.0° Z     | 4 km   |
| L          | 25.0° S    | 2.6° Z     | 4 km   |
| M          | 26.1° S    | 3.2° Z     | 3 km   |
| N          | 24.1° S    | 3.9° Z     | 3 km   |
| P          | 25.9° S    | 2.5° Z     | 3 km   |
| Q          | 28.5° S    | 2.4° Z     | 3 km   |
| R          | 26.0° S    | 6.6° Z     | 4 km   |
| S          | 29.5° S    | 2.7° Z     | 3 km   |
| T          | 30.3° S    | 5.0° Z     | 3 km   |
| U          | 32.8° S    | 1.9° Z     | 3 km   |
| V          | 32.9° S    | 4.0° Z     | 3 km   |
| W          | 23.8° S    | 6.2° Z     | 4 km   |
| X          | 31.0° S    | 8.0° Z     | 2 km   |
| Y          | 29.9° S    | 9.5° Z     | 2 km   |
| Z          | 26.8° S    | 1.4° Z     | 2 km   |

Následující krátery byly přejmenovány Mezinárodní astronomickou unií:
- Archimedes A na Bancroft[3]
- Archimedes F na MacMillan[3]
- Archimedes K na Spurr[4]

## Kráter Archimedes v kultuře
- Kráter Archimedes je zmíněn ve vědeckofantastickém románu Měsíční prach[5] a v povídce Dovolená na Měsíci britského spisovatele Arthura C. Clarka